# Nederländerna i olympiska sommarspelen 2016
Nederländerna, genom Nederländernas olympiska kommitté (NOC*NSF), deltog i de 31:a olympiska sommarspelen i Rio de Janeiro 2016.

## Medaljer
| Medalj | Namn | Sport      | Gren                             |
| ------ | --- | ---------- | -------------------------------- |
| 1      | Elis Ligtlee | Cykling    | Damernas keirin                  |
| 1      | Anna van der Breggen | Cykling    | Damernas linjelopp               |
| 1      | Sanne Wevers | Gymnastik  | Damernas bom                     |
| 1      | Ilse Paulis Maaike Head | Rodd       | Damernas lättvikts-dubbelsculler |
| 1      | Marit Bouwmeester | Segling    | Damernas laser radial            |
| 1      | Dorian van Rijsselberghe | Segling    | Herrarnas RS:X                   |
| 1      | Sharon van Rouwendaal | Simning    | Damernas 10 km maraton           |
| 1      | Ferry Weertman | Simning    | Herrarnas 10 km maraton          |
| 2      | Nouchka Fontijn | Boxning    | Damernas mellanvikt              |
| 2      | Jelle van Gorkom | Cykling    | Herrarnas BMX                    |
| 2      | Matthijs Büchli | Cykling    | Herrarnas keirin                 |
| 2      | Tom Dumoulin | Cykling    | Herrarnas tempolopp              |
| 2      | Dafne Schippers | Friidrott  | Damernas 200 meter               |
| 2      | Nederländernas damlandslag i landhockey                                                                                                 | Landhockey | Damernas turnering               |
| 2      | Chantal Achterberg Nicole Beukers Inge Janssen Carline Bouw                                                                             | Rodd       | Damernas scullerfyra             |
| 3      | Anna van der Breggen | Cykling    | Damernas tempolopp               |
| 3      | Anicka van Emden | Judo       | Damernas halv mellanvikt         |
| 3      | Kaj Hendrik Robert Lücken Boaz Meylink Boudewijn Roell Olivier Siegelaar Dirk Uittenboogaard Mechiel Versluis Tone Wieten Peter Wiersum | Rodd       | Herrarnas åtta med styrman       |
| 3      | Alexander Brouwer Robert Meeuwsen | Volleyboll | Herrarnas beachvolleyboll        |

## Ridsport
Nederländerna kvalificerade ett lag i hoppning samt fyra platser i den individuella tävlingen efter att ha vunnit laghoppningen vid VM 2014. I dressyr kvalificerades ett lag och fyra platser i den individuella tävlingen efter att ha tagit brons i lagdressyren vid VM 2014. I fälttävlan kvalificerades ett lag och fyra platser i den individuella tävlingen efter att ha tagit lagbrons i VM 2014.

### Dressyr
Lag om fyra ekipage, samt fyra individuella platser:
| Ryttare               | Häst     | Grand Prix | Grand Prix | Grand Prix Special | Grand Prix Special | Grand Prix Freestyle | Grand Prix Freestyle | Placering |
| Ryttare               | Häst     | Poäng      | Placering  | Poäng              | Placering          | Poäng                | Placering            | Placering |
| --------------------- | -------- | ---------- | ---------- | ------------------ | ------------------ | -------------------- | -------------------- | --------- |
| Adelinde Cornelissen  | Parzival |            |            |                    |                    |                      |                      |           |
| Edward Gal            | Voice    |            |            |                    |                    |                      |                      |           |
| Hans Peter Minderhoud | Johnson  |            |            |                    |                    |                      |                      |           |
| Diederik van Silfhout | Arlando  |            |            |                    |                    |                      |                      |           |

| Ryttare                                                                     | Häst     | Grand Prix | Grand Prix | Grand Prix Special | Grand Prix Special | Placering |
| Ryttare                                                                     | Häst     | Poäng      | Placering  | Poäng              | Total poäng        | Placering |
| --------------------------------------------------------------------------- | -------- | ---------- | ---------- | ------------------ | ------------------ | --------- |
| Adelinde Cornelissen Edward Gal Hans Peter Minderhoud Diederik van Silfhout | som ovan |            |            |                    |                    |           |

### Fälttävlan
Lag om fyra ekipage, samt fyra individuella platser:
| Tävlande            | Häst          | Dressyr | Dressyr   | Terrängbana | Terrängbana | Hoppning | Hoppning  | Hoppning        | Hoppning        | Totalt | Totalt    |
| Tävlande            | Häst          | Dressyr | Dressyr   | Terrängbana | Terrängbana | Kval     | Kval      | Final           | Final           | Totalt | Totalt    |
| Tävlande            | Häst          | Straff  | Placering | Straff      | Placering   | Straff   | Placering | Straff          | Placering       | Straff | Placering |
| ------------------- | ------------- | ------- | --------- | ----------- | ----------- | -------- | --------- | --------------- | --------------- | ------ | --------- |
| Merel Blom          | Rumour Has It | 54,4    | 53        | 12          | 20          | 2        | 19        | 8               | 19              | 76,4   | 19        |
| Tim Lips            | Bayro         | 46      | 20        | 28          | 25          | 8        | 23        | 0               | 21              | 82     | 21        |
| Alice Naber-Lozeman | Peter Parker  | 46,2    | 21        | 52          | 32          | 4        | 32        | ej kvalificerad | ej kvalificerad | 102,2  | 32        |
| Theo Van De Vendel  | Zindane       | 65,7    | 64        | EL          | EL          | EL       | EL        | EL              | EL              | EL     | EL        |

| Tävlande                                                   | Häst     | Dressyr | Dressyr   | Terrängbana | Terrängbana | Hoppning | Hoppning  | Totalt | Totalt    |
| Tävlande                                                   | Häst     | Straff  | Placering | Straff      | Placering   | Straff   | Placering | Straff | Placering |
| ---------------------------------------------------------- | -------- | ------- | --------- | ----------- | ----------- | -------- | --------- | ------ | --------- |
| Theo Van De Vendel Alice Naber-Lozeman Tim Lips Merel Blom | som ovan | 146,6   | 11        | 238,6       | 5           | 252,6    | 6         | 252,6  | 6         |

### Hoppning
Lag om fyra ekipage, samt fyra individuella platser: 
| Tävlande               | Häst         | Kvalifikation   | Kvalifikation   | Kvalifikation   | Kvalifikation   | Kvalifikation   | Kvalifikation   | Kvalifikation   | Kvalifikation   | Final           | Final           | Final           | Final           | Final           | Total           |
| Tävlande               | Häst         | Runda 1         | Runda 1         | Runda 2         | Runda 2         | Runda 2         | Runda 3         | Runda 3         | Runda 3         | Runda A         | Runda A         | Runda B         | Runda B         | Runda B         | Total           |
| Tävlande               | Häst         | Straff          | Placering       | Straff          | Total           | Placering       | Straff          | Total           | Placering       | Straff          | Placering       | Straff          | Totalt          | Placering       | Placering       |
| ---------------------- | ------------ | --------------- | --------------- | --------------- | --------------- | --------------- | --------------- | --------------- | --------------- | --------------- | --------------- | --------------- | --------------- | --------------- | --------------- |
| Jeroen Dubbeldam       | Zenith       | 4               | 27              | 0               | 4               | 15              | 5               | 9               | 23              | 0               | 1               | 1               | 1               | 7               | 7               |
| Harrie Smolders        | Emerald      | 0               | 1               | 0               | 0               | 1               | 12              | 12              | 31              | 4               | 16              | Avstod          | Avstod          | Avstod          | Avstod          |
| Maikel Van Der Vleuten | Verdi        | 0               | 1               | 0               | 0               | 1               | 1               | 1               | 2               | 4               | 16              | 5               | 9               | 20              | 20              |
| Jur Vrieling           | Zirocco Blue | Diskvalificerad | Diskvalificerad | Diskvalificerad | Diskvalificerad | Diskvalificerad | Diskvalificerad | Diskvalificerad | Diskvalificerad | Diskvalificerad | Diskvalificerad | Diskvalificerad | Diskvalificerad | Diskvalificerad | Diskvalificerad |

| Tävlande                                                             | Häst     | Runda 1 | Runda 1   | Runda 2 | Runda 2   | Placering |
| Tävlande                                                             | Häst     | Straff  | Placering | Straff  | Placering | Placering |
| -------------------------------------------------------------------- | -------- | ------- | --------- | ------- | --------- | --------- |
| Jeroen Dubbeldam Harrie Smolders Maikel van der Vleuten Jur Vrieling | som ovan |         |           |         |           |           |

## Simning
| Idrottare                                                                             | Gren             | Heat    | Heat      | Semifinal | Semifinal | Final     | Final     |
| Idrottare                                                                             | Gren             | Tid     | Placering | Tid       | Placering | Tid       | Placering |
| ------------------------------------------------------------------------------------- | ---------------- | ------- | --------- | --------- | --------- | --------- | --------- |
| Marrit Steenbergen Femke Heemskerk Inge Dekker Ranomi Kromowidjojo Maud van der Meer* | 4 × 100 m frisim | 3.35,94 | 5 K       | i.u.      | i.u.      | 3.33,81   | 4         |
| Kira Toussaint                                                                        | 100 m ryggsim    | 1.01,17 | 18        | Ej vidare | Ej vidare | Ej vidare | Ej vidare |

(*)Simmade i heat endast
| Idrottare           | Gren         | Heat    | Heat      | Semifinal | Semifinal | Final     | Final     |
| Idrottare           | Gren         | Tid     | Placering | Tid       | Placering | Tid       | Placering |
| ------------------- | ------------ | ------- | --------- | --------- | --------- | --------- | --------- |
| Maarten Brzoskowski | 400 m frisim | 3.48,00 | 18        | i.u.      | i.u.      | Ej vidare | Ej vidare |

K = Vidarekvalificerad; NR = nationsrekord; OR = olympiskt rekord; VR = världsrekord